# Алюнов, Гавриил Фёдорович
Гаврии́л Фёдорович Алюно́в (до 1909 года Фёдоров, чув. Алюн Кевӗрли; 27 февраля [10 марта] 1876, Янтиково, Буинский уезд, Симбирская губерния — 12 июля 1921, Казань) — российский политический деятель, член партии эсеров, один из лидеров национального движения чувашей начала XX века. Член Временного совета Российской республики, депутат Учредительного собрания от Общечувашского национального съезда, член правления Чувашского национального общества.

## Биография

### Ранние годы и конфликт с Яковлевым
Гавриил Фёдорович Фёдоров родился в 1876 году в селе Янтиково Буинского уезда Симбирской губернии (ныне в Яльчикском районе Чувашии) в крестьянской семье. Отец был сельским старостой. В 1888 году Фёдоров окончил Тойсинскую начальную школу, затем два года работал в хозяйстве родителей. В 1890 году, получив стипендию от Симбирского губернского земства, поступил на бесплатное обучение в Симбирскую чувашскую учительскую школу.
В голодный 1891 год отец Гавриила участвовал в распределении и раздаче ссуд бедствующим односельчанам. Удивленный размером запрашиваемой ссуды и числом голодающих, земский начальник приехал в деревню лично разобраться в деле. У всех включенных в списки на получение помощи были произведены обыски. При разбирательстве приехавший домой Гавриил выполнял роль переводчика для отца, который плохо говорил по-русски; они настаивали, что, учитывая масштабы голода, всё полученное будет израсходовано в короткие сроки. Несмотря на это, ссуду выделили небольшую; после этого в Янтиково началась цинга.
Гавриил Фёдоров окончил Симбирскую чувашскую школу в 1895 году, получив оценку «отлично» по всем предметам, кроме рисования и черчения («хорошо»). После этого он остался в школе преподавать русский язык.
В конце 1895/1896 учебного года с Фёдоровым случился неприятный инцидент. Начальник училища Иван Яковлев получил анонимное письмо, позорящее честь его жены. По почерку супруги решили, что письмо написано Фёдоровым. Старший сын Яковлевых Алексей явился к Фёдорову и, угрожая ему револьвером, требовал от него встать на колени и признать себя автором письма; Фёдоров отказался. По завершении учебного года он под предлогом семейных обстоятельств перевелся в Янтиковское начальное училище Цивильского уезда Казанской губернии. Вскоре после этого автор письма был установлен, им оказался одноклассник Фёдорова, но конфликт последнего с Яковлевым так и не был улажен.
В 1897 году Гавриил Фёдоров поступил в 4-й класс Симбирской духовной семинарии. Вскоре он завёл знакомство с Николаем Никольским (в будущем чувашским учёным и просветителем). В переписке с ним Фёдоров проливал свет на свои отношения с Яковлевым. Так, на вопрос Никольского по поводу чувашской истории, Федоров иронически заявлял, что не читал на эту тему «ни одной книжки», поскольку «унаследовал неуважение к прошлому своей народности от г. Яковлева». Также он сожалел, что ему приходится «киснуть» в семинарии.
Фёдоров с отличием окончил семинарию в 1900 году и начал работать учителем в Ивановской земской школе Самарского уезда. В 1902 году он поступил в вуз — Демидовский юридический лицей в Ярославле.
В 1903 году Гавриил Фёдоров начал участвовать в деятельности эсеров, чем в очередной раз вызвал негодование со стороны Яковлева.

### Первая русская революция
Стоя на социал-демократических позициях, Гавриил Фёдоров поддержал революцию 1905 года. Летом он побывал в охваченном митингами Симбирске, где имел встречу с Метри Юманом, только что окончившим Симбирскую чувашскую школу.
Осенью 1905 года Фёдоров принял активное участие в революционных событиях в Ярославле: агитировал фабричных рабочих, призывал их к вооруженному восстанию, был одним из руководителей боевой дружины при Ярославском комитете РСДРП.
9 декабря 1905 года Фёдоров получил ранение при расстреле демонстрации в Ярославле. Поскольку оставаться в городе было опасно, он, бросив лицей на последнем году обучения, вернулся в родную деревню. Некоторое время пожив у отца, он выехал в Казань, где устроился воспитателем в общежитии инородческой учительской семинарии.
В Казани Гавриил Фёдоров свёл знакомство с лидером чувашских эсеров-максималистов Тимофеем Николаевым (Хури), который только что освободился из Казанской тюрьмы.
В мае 1906 года Фёдоров опубликовал в казанской газете «Волжский вестник», собравшей вокруг себя местных эсеров, критическую статью о брошюре Ленина «Пересмотр аграрной программы рабочей партии». В своем отзыве Фёдоров назвал Ленина «аграрным фокусником», обвинив его в непоследовательности и отсутствии чёткой аграрной программы. В середине того же года Фёдоров занял в «Волжском вестнике» должность секретаря.
До этого времени Фёдоров использовал в публицистике различные псевдонимы: «Серый», «Серый чувашин», «Серый крестьянин», «Симбиряк». Однако с лета 1906 года он сделал окончательный выбор в пользу псевдонима «Алюн» (изначально чувашского родового имени), использовал его в качестве партийной клички, а затем и фамилии. В письмах к друзьям он стал подписываться по-чувашски «Алюн Кӗверли», то есть «Гавриил Алюнов» (в полицейских отчетах оставался Фёдоровым до 1909 года).
В июле 1906 года Алюнов опубликовал фельетон «О двух генералах», направленный против Симбирского архиерея Гурия и начальника Симбирской чувашской учительской школы Ивана Яковлева. Последний был обвинен в присваивании выделенных школе средств, в результате чего ученики, по утверждению Алюнова, голодали, спали вповалку на грязном полу, заболевали и даже умирали. Предполагается, что конфликт Яковлева и Алюнова был обусловлен, в том числе, политически: Яковлев был настроен против любых революций, Алюнов же мечтал подтолкнуть чувашей к революционным действиям.
По инициативе Гавриила Фёдорова-Алюнова и Тимофея Николаева-Хури 1-2 августа 1906 года в Симбирске состоялся нелегальный съезд чувашских учителей и деятелей просвещения. Был создан союз чувашской интеллигенции, провозгласивший своими целями «поднятие умственного и экономического состояния чуваш и развитие их политического самосознания в духе свободы и строгого демократизма». Часть эсеров во главе с Хури желала приписать новую организацию к своей партии, но другие делегаты, в том числе формально беспартийный Алюнов, настояли на общегражданском характере союза. Алюнов был избран председателем комитета организации. В дальнейшем в целях конспирации этот союз именовался в печати «Кружком деятелей по образованию чуваш».
В августе 1906 года Гавриил Алюнов участвовал во взятии в руки эсеров издания чувашской газеты «Хыпар», основанной Николаем Никольским 8 января того же года в формате неполитизированного издания.
16 августа 1906 года Алюнов был задержан на сходке в квартире бывшего мирового судьи Куприянова, но вскоре отпущен.
25 сентября казанские эсеры перешли к террору, бросив две бомбы под карету вице-губернатора Д. Д. Кобеко. Одна из них взорвалась и ранила чиновника. Начались поиски злоумышленников, 30 сентября в квартире Алюнова произошёл обыск, но ничего предосудительного найдено не было.
13 октября в Казани взорвалась химическая лаборатория по изготовлению взрывателей. Погибли четыре террориста, один из них был сотрудник «Волжского вестника» М. Зефиров. Жандармерия прорабатывала причастность к этому событию редакции «Волжского вестника», в том числе Алюнова. Ночью 16 октября у него прошёл обыск, среди прочих документов была найдена резолюция «Союза интеллигентных чуваш» о борьбе с правительством. Алюнова и остальных сотрудников «Волжского вестника» арестовали и посадили в Казанскую тюрьму. В камере он сидел вместе с Василием Архангельским. Свою причастность к взрыву Алюнов отрицал не только перед жандармами, но и в тайной переписке с друзьями; он ожидал, что скоро выйдет на свободу, и мечтал заняться наукой. В итоге Алюнова и его соратников по «Волжскому вестнику» приговорили к трехгодичной ссылке в Тобольской губернии, начиная с 11 декабря 1906 года.

### Ссылка (1906—1909)
В декабре 1906 года Гавриил Алюнов прибыл в Тюменскую тюрьму. Ожидая там отправки в Берёзовский уезд, он узнал, что по ходатайству совета профессоров Демидовского лицея сибирскую ссылку ему заменили на высылку в Германию.
Алюнов поселился в Берлине. Здесь он много общался с немецкими социал-демократами, в частности, с Георгом Ледебуром. В письмах на родину он отмечал, что «в Германии о чувашах знают лучше, чем в России».
27 апреля 1907 года в симбирской газете «Волжские вести» была опубликована статья, присланная Алюновым из Берлина. В ней выдвигались повторные обвинения в адрес Ивана Яковлева: по версии Алюнова, во время голода 1901 года ученики Симбирской чувашской школы бедствовали, поскольку Яковлев сэкономил на их питании, купив себе на эти деньги дом.
Алюнов не мог долго оставаться в Германии из-за отсутствия средств к существованию. Метри Юман организовал ему поддельный паспорт, и в мае 1907 года под именем Софрона Яковлевича Соколова Алюнов приехал в Казань. Через некоторое время его инкогнито было раскрыто, жандармерия взяла его под негласный надзор.
Алюнов переехал в Самару. В марте 1908 года в симбирской газете «Народные вести» он в очередной раз высказал обвинения в адрес Яковлева. До этого с похожими инвективами выступил Метри Юман, и Яковлев подал на обоих в суд. Перед судом Алюнов в личном письме к одному из учителей Симбирской школы признал, что по форме некоторые его выступления были некорректными, но при этом подтвердил свою позицию по отношению к Яковлеву и, более того, заявил, что именно по доносу последнего он оказался в ссылке.
27 августа 1908 года Гавриил Алюнов обращался с письмом ко Льву Толстому с просьбой посоветовать ему благотворителей, которые могли бы дать денег на издание произведений Толстого на чувашском языке. Вскоре после этого Алюнов нелегально уехал в Финляндию. В Гельсингфорсе он свёл знакомство с лингвистом и этнографом Хейкки Паасоненом, был его консультантом по чувашеведению. В это время Алюнов брался за перевод на русский язык поэмы «Нарспи» Константина Иванова. Живя в Финляндии, он много путешествовал по Европе. Алюнов посетил Германию, Австрию, Францию, Италию; о немецких деревнях на берегу Эльбы он написал очерк «Нимӗҫ ялӗ» («Немецкая деревня»).

### После ссылки (1909—1916)
В декабре 1909 года, когда истек срок ссылки, Гавриил Алюнов выехал из Гельсингфорса в Берлин, а оттуда в Ярославль, где вновь получил паспорт на свою фамилию. Он продолжил учёбу в Демидовском лицее и в 1910 году закончил его. Будучи политически неблагонадежным, Алюнов не имел права заниматься преподаванием в вузе. Поэтому, он 26.01.1911 г. поступил помощником к присяжному поверенному Д. А. Скульскому, а затем с 26.01.1916 г. сам стал присяжным поверенным в Ярославле, пока не призвали в армию.
В 1911 году Алюнов издал в Казани под псевдонимом «Смирнов К.» брошюру «Легендарный чувашский юбиляр», вновь посвященную Ивану Яковлеву. На этот раз начальнику Симбирской чувашской школы приписывалось подражательство Николаю Ильминскому.
В конце 1916 года Алюнова призвали в армию. Поскольку он имел высшее образование, его определили на ускоренные курсы прапорщиков при Александровском военном училище в Москве. Алюнова произвели в офицеры, а затем направили в Ярославль в 209-й пехотный запасный полк. Здесь он пользовался большим авторитетом: после Февральской революции солдаты избрали Алюнова в Ярославский совет рабочих и солдатских депутатов, а в марте он стал его председателем.

### Во главе чувашских организаций
Гавриил Алюнов стал одним из организаторов чувашского национального движения после Февральской революции. Уже в мае 1917 года он прибыл в Казань на I съезд Общества мелких народностей Поволжья. Здесь он выступил с речами о будущем устройстве Российской республики и о подготовке к Общечувашскому национальному съезду в Симбирске.
В июне по дороге на съезд Алюнов остановился в Казани и создал организацию чувашских эсеров. На собрании он был утвержден председателем комитета. На съезде в Симбирске, состоявшемся 20-28 июня, Алюнов был выдвинут кандидатом в депутаты Учредительного собрания. Там же было создано Чувашское национальное общество.
3 августа 1917 года Алюнов участвовал во II Съезде Общества мелких народностей Поволжья. Там он был избран делегатом Всероссийского государственного совещания, а затем и членом Совета Российской Республики. 4 августа он принял участие в заседании Чувашского национального общества и избрался членом правления, но не председателем из-за занимаемой военной должности.
28 сентября 1917 года Алюнов был избран первым номером в национальном списке кандидатов в депутаты Учредительного собрания от Казанской губернии, утвержденном Общечувашским национальным съездом. В ноябре он был избран депутатом Учредительного собрания и в связи с этим уволен из армии.
В декабре 1917 года Алюнов был председателем на чувашском съезде Казанского военного округа, выступал на митингах солдат-чувашей Казанского гарнизона и чувашской учащейся молодежи.
После разгона Учредительного собрания Гавриил Алюнов вернулся в Казань. В январе 1918 года он участвовал во Всероссийском чувашском военном съезде, был избран в состав Центрального чувашского военного совета.
В результате раскола в партии чувашских эсеров председатель Чувашского национального общества А. В. Васильев перешёл на сторону левых эсеров. После этого формальным лидером правых эсеров Чувашии оказался сам Алюнов.
В мае 1918 года Алюнов участвовал в работе съезда чувашских учителей в Казани. Там он встретился со своим врагом Иваном Яковлевым.
Большевизма Алюнов не принял. Когда 6 августа белочехи взяли Казань, Алюнов получил пост помощника особоуполномоченного Комуча по Казанской губернии. В это время он выступал на митингах, призывая народ бороться против большевизма и «положить жизнь на алтарь свободы».
В начале сентября 1918 года все депутаты Учредительного собрания, находившиеся в Казани, выехали на совещание в Уфу. По пути туда — как предполагается, в Мамадыше или Лаишево — Алюнов женился на чувашской театральной актрисе Елене Константиновой.
10 сентября Красная армия захватила Казань. Алюнов отступал на восток вместе с белыми. Оказавшись в Тобольске, он устроился на работу в контору Сибирских потребительских обществ. Когда красные пришли в Тобольск, Алюнов отказался продолжить отступление с белыми; возможно, такое решение он принял из-за беременности жены.

### Арест и гибель
В июле 1920 года Алюнов был арестован органами ЧК и этапирован в Уфу. После трехмесячного пребывания в Уфимской тюрьме он попытался спастись, направив телеграмму в адрес Ревкома Чебоксар, в которой заявлял о готовности сотрудничать с Советской властью. «Именем национальной чести» Алюнов просил отменить дело.
Алюнов был направлен из Уфы в Казань, но Ревком Чувашской автономной области в лице Даниила Эльменя потребовал передать его в Чебоксары «для предания суду». Подлинные мотивы руководства Чувашии неизвестны, некоторые исследователи предполагают, что под таким предлогом Эльмень пытался спасти своего бывшего товарища по партии эсеров. Зимой 1921 года в Казань на свидание с Алюновым был направлен член исполкома Чувашобласти А. Д. Краснов. По утверждению последнего, Алюнов во время встречи «каялся в прошлых ошибках». В тюрьме Алюнова навещали и поддерживали Николай Никольский с женой и чувашские студенты. Через них Алюнов передавал на волю записки; в этих тайных посланиях близким Алюнов подчеркивает верность своим прежним «национал-демократическим взглядам».
6 января 1921 года Алюнов передал Никольскому записку с просьбой напрямую или через Ивана Яковлева обратиться к В. И. Ленину, чтобы тот вмешался в его судьбу. Когда просьба дошла до Яковлева, тот поставил условие, чтобы ему «сообщили данные, его [Алюнова] оправдывающие». Позже Яковлев написал в автобиографии, что этих данных ему не предоставили, поэтому он оказался не в состоянии помочь Алюнову.
В апреле 1921 года в камеру Алюнова подселили чуваша А. С. Тепеева. По воспоминаниям последнего, Алюнов был крайне подавлен, мучился от «чёрной неблагодарности революционной власти», ожидая «по крайней мере справедливого» к себе отношения как к человеку, страдавшему при царизме в тюрьмах и ссылках. Из-за волнения, недоедания и отсутствия медицинской помощи Алюнов сильно заболел и уже почти не мог передвигаться без помощи сокамерника. Вскоре у него обнаружили чахотку, но сотрудники ЧК отказались переводить заключенного в городскую больницу.
По официальной версии, смерть Алюнова наступила следующим образом. Утром 12 июля 1921 года он проснулся и, не желая будить сокамерника, самостоятельно отправился в туалет. Там у него неожиданно горлом и носом хлынула кровь. Алюнов перебрался в умывальную, упал возле рукомойника и умер. Было подозрение об отравлении заключенного, в связи с чем было произведено вскрытие тела. Экспертиза, однако, не нашла следов отравы, и в результате было признано, что Алюнов «умер от разрыва верхней правой аорты, что произошло от сильного волнения покойного». Ряд современных исследователей, в частности, ссылаясь на свидетельства И. С. Максимова-Кошкинского, ставит под сомнение официальную версию гибели Алюнова, предполагая, что он был убит или же покончил с собой.

## Мировоззрение и политические взгляды
В своих статьях и письмах периода Революции 1905—1907 годов Гавриил Алюнов предстает как сторонник социал-демократии, выступающий за полноправное народное представительство. В печати Алюнов подвергал критике премьер-министра П. А. Столыпина («Столыпинская логика», 1906) и в целом правительство Российской империи («Два слова о щедринских героях», 1906), А. И. Гучкова и октябристов («А. Гучков в роли примирителя», «К поволжскому съезду октябристов», 1906), черносотенцев («Черносотенский террор», «Истинно-русское разоблачение», «О некоторых ограничениях», 1906). Алюнов призывал к реформе системы школьного образования, подвергал критике печатные издания монастырей.
По воспоминаниям единомышленников, Алюнов, участвуя в деятельности эсеров, высказывался при этом против террора как метода политической борьбы. За это он был обвинён Тимофеем Николаевым-Хури в приверженности социал-демократии, а не идеям эсеров. Алюнов не отрицал этого, а на вопрос, почему же он действует вместе с эсерами, а не социал-демократами, отвечал, что РСДРП — партия рабочего класса, который у чувашей отсутствует.
Социол-демократические идеи Алюнов сочетал с чувашским национализмом. Целью своей жизни он называл «возвышение и прославление чувашского народа», в письмах высказывал идею о том, что чуваши являются «прирожденными аристократами духа», и считал своей «святой обязанностью доказать это на деле». Алюнов полагал, что достичь поставленных целей можно, объединив чувашских активистов в единую политическую организацию. При этом он сетовал на то, что чуваши — «народ крайне эгоистичный и необщительный», из-за чего такое объединение оказалось проблематичным. Среди первоочередных задач чувашского движения Алюнов называл борьбу с нищетой среди чувашей и достижение нацией «истинной свободы».
Алюнов считал вредным воспитание чувашской интеллигенции в духе православия, полагая, что вместо Библии необходимо переводить на чувашский язык западные работы по экономике. Некоторые свои письма Алюнов заканчивает обращением к «Чувашскому Богу». При этом Алюнов выступал против излишнего консерватизма чувашей, отмечая, что «в современную эпоху нельзя жить по старинным порядкам».

Находясь в советской тюрьме, Алюнов в одном из писем сформулировал своё политическое кредо следующим образом:
«Мы вместо царского самодержавия имеем нечто худшее, чем восточная деспотия со всеми её отвратительными аксессуарами. И если я увижу свободу, то совместно со всеми единомышленниками организую союз, на знамени которого будут начертаны не насилие и обман, а культура и цивилизация, не комиссародержавие, а организованная общественность. Забытые заветы народовольцев должны быть восстановлены, и никто ещё не доказал, что чуваши на это не способны».

## Оценки личности и взглядов
По воспоминаниям Ивана Юркина, и в Симбирской чувашской школе, и в духовной семинарии Алюнов был лучшим учеником; своими знаниями он вызывал зависть среди однокурсников и удивлял профессоров. Иван Яковлев отмечал, что студентом Алюнов «имел отличные способности и был усерден к делу». Яковлев считал, что Алюнову подошла бы карьера ученого, и сожалел, что тот предпочел заняться политикой. При этом Яковлев, ввиду затяжного конфликта с Алюновым, отрицательно отзывался о его личных свойствах и открыто называл его своим врагом.
По мнению современных историков чувашского национального движения, Гавриил Алюнов был наиболее авторитетным чувашским лидером начала XX века. Среди чувашей он имел репутацию народного заступника. Алюнов оказывал интеллектуальное влияние на чувашей из разных слоев общества: студентов, представителей интеллигенции, солдат.
В советские годы Алюнов был объявлен контрреволюционером и националистом. Согласно историку И. Д. Кузнецову, контрреволюционная роль Алюнова заключалась в стремлении к «объединению чувашской интеллигенции на платформе буржуазного национализма». В качестве одного из отрицательных героев Алюнов выведен в пьесе И. С. Максимова-Кошкинского «В окрестностях Тюрлемы» («Тӗрлемес патӗнче»).